# 하라즈
하라즈(kharaj)는 이슬람 율법에서 토지에 부과하는 세이다. 꾸란이나 하디스에는 명시돼 있지 않은 것이며 후대 이슬람 전통에서 생겨난 세금으로 볼 수 있다.
7세기 초 무슬림 정복자들의 세력이 거세지면서 하라즈가 조금씩 등장하게 되는데 정복지의 전 비잔틴 제국 사무관들에 적용되다 더 널리 적용돼 이교도 항복자들에게 적용되게 됐다. 딤미에 해당되는 것으로 하라즈는 지즈야와 같은 말로도 통하며 무슬림 토지 소유자들도 지불해야 했으나 훨씬 지불액이 적었다고 한다.
그러나 대다수의 기독교인과 조로아스터교인이 개종하면서 아랍 제국의 세입원이 줄어들게 됐다. 우선적으로 성공한 것처럼 보이긴 했지만 우마이야 왕조 대에는 717년 재정 파산에 이를정도로 세입원이 줄어들게 됐다. 계속해서 세입원이 줄자 우마르 2세가 719년 하라즈에 대해 구체적으로 명시하게 됐고 땅을 빌려준 무슬림은 하라즈를 그 수입원 중에 내야 했다. 시간을 초월해 실증적인 개혁안은 효과가 있었으며 경작자의 종교에 상관없이 부과되곤 했다. 아바스 왕조 하에서 이러한 개혁이 정해졌고 후에 계속적으로 이슬람 왕국에서 적용됐다. 그 이후로 하라즈를 모든 세금을 통칭하는 말로 쓰게 됐다.